# Eurovision Song Contest 1971
Eurovision Song Contest 1971 là cuộc thi Ca khúc truyền hình châu Âu thứ 16. Cuộc thi diễn ra ở thành phố Dublin, thủ đô của Ireland.

## Chung kết
| STT | Quốc gia    | Ngôn ngữ          | Nghệ sĩ                       | Bài hát                          | Vị trí | Điểm số |
| --- | ----------- | ----------------- | ----------------------------- | -------------------------------- | ------ | ------- |
| 01  | Áo          | Tiếng Bắc Đức     | Marianne Mendt                | "Ring-dinge-ding"                | 16     | 66      |
| 02  | Malta       | Tiếng Malta       | Joe Grech                     | "L'amour est bleu"               | 18     | 52      |
| 03  | Monaco      | Tiếng Pháp        | Séverine                      | "Un banc, un arbre, une rue"     | 1      | 128     |
| 04  | Thụy Sĩ     | Tiếng Pháp        | Peter, Sue and Marc           | "Les illusions de nos vingt ans" | 12     | 78      |
| 05  | Đức         | Tiếng Đức         | Katja Ebstein                 | "Diese Welt"                     | 3      | 100     |
| 06  | Tây Ban Nha | Tiếng Tây Ban Nha | Karina                        | "En un mundo nuevo"              | 2      | 116     |
| 07  | Pháp        | Tiếng Pháp        | Serge Lama                    | "Un jardin sur la terre"         | 10     | 82      |
| 08  | Luxembourg  | Tiếng Pháp        | Monique Melsen                | "Pomme, pomme, pomme"            | 13     | 70      |
| 09  | Anh         | Tiếng Anh         | Clodagh Rodgers               | "Jack In The Box"                | 4      | 98      |
| 10  | Bỉ          | Tiếng Hà Lan      | Lily Castel & Jacques Raymond | "Ik heb zorgen"                  | 14     | 68      |
| 11  | Ý           | Tiếng Ý           | Massimo Ranieri               | "Goeiemorgen, morgen"            | 5      | 91      |
| 12  | Thụy Điển   | Tiếng Thụy Điển   | Family Four                   | "Vita vidder"                    | 6      | 85      |
| 13  | Ireland     | Tiếng Anh         | Angela Farrell                | "One Day Love"                   | 11     | 79      |
| 14  | Hà Lan      | Tiếng Hà Lan      | Saskia & Serge                | "Boum-Badaboum"                  | 6      | 85      |
| 15  | Bồ Đào Nha  | Tiếng Bồ Đào Nha  | Tonicha                       | "Menina do alto da serra"        | 9      | 83      |
| 16  | Nam Tư      | Tiếng Croatia     | Krunoslav Slabinac            | "Tvoj dječak je tužan"           | 14     | 68      |
| 17  | Phần Lan    | Tiếng Phần Lan    | Markku Aro &Koivistolaiset    | "Tie uuteen päivään"             | 8      | 64      |
| 18  | Na Uy       | Tiếng Na Uy       | Hanne Krogh                   | "Lykken er"                      | 17     | 65      |